# Hemidactylus reticulatus
Hemidactylus reticulatus là một loài thằn lằn trong họ Gekkonidae. Loài này được Beddome mô tả khoa học đầu tiên năm 1870.